# Operació Epsom
L'operació Epsom va ser una ofensiva britànica durant la Segona Guerra Mundial que va tenir lloc entre el 26 i el 30 de juny de 1944, en el context de la batalla de Normandia. L'ofensiva tenia l'objectiu de superar pel flanc i assetjar la ciutat de Caen, ocupada pels alemanys, i que era un dels principals objectius a les primeres etapes de la invasió del nord-oest d'Europa.
Precedida per atacs per assegurar les línies d'avanç, l'operació Epsom va iniciar-se el 26 de juny amb unitats de la 15a Divisió d'Infanteria (Escocesa) avançant darrere d'una barrera d'artilleria. La cobertura aèria va ser esporàdica durant gran part de l'operació a causa de les males condicions meteorològiques al Regne Unit, que forçaren la cancel·lació en el darrer moment dels bombarders de suport. Acompanyats per tancs de la 31a Brigada de Tancs, la 15a Escocesa va fer un progrés notable i al final del primer dia havia penetrat en gran manera les línies alemanyes, tot i tenir algunes dificultats en assegurar els flancs. Després de durs combats durant els dos dies següents, s'assegurà un cap de pont al riu Odon i va intentar-se expandir-se capturant punts estratègics al sortint i avançant la 43a Divisió d'Infanteria (Wessex). En resposta als contraatacs alemanys, el 30 de juny es retiraren algunes de les forces britàniques a través del riu, donant-se l'operació per acabada.
Els historiadors militars difereixen àmpliament en les seves interpretacions de la intenció i la conducció de l'operació Epsom, però hi ha un acord generalitzat sobre el seu efecte sobre l'equilibri de forces a Normandia. Tot i que els alemanys aconseguiren contenir l'ofensiva, per fer-ho van veure's obligats a llançar totes les seves forces, incloses dues divisions panzer acabades d'arribar a Normandia i emmarcades per a una ofensiva contra les posicions britàniques i americanes a Bayeux. Les baixes són altes en ambdós bàndols però, a diferència del general Montgomery, el mariscal Rommel no podia retirar les seves tropes a la reserva després de la batalla perquè descansessin perquè les necessitava totes per mantenir les línies del front. Els britànics van mantenir la iniciativa i llançaren posteriors operacions en les dues setmanes posteriors, capturant Caen a mitjans de juliol.

## Rerefons
La ciutat històrica normanda de Caen era un objectiu marcat pel Dia-D per a la 3a Divisió d'Infanteria britànica que havia desembarcat a Sword Beach. La captura de Caen, encara que ambiciosa, ha estat descrita per l'historiador L.F. Ellis com l'onjectiu més importat assignat I Cos del tinent general Crocker pel Dia-D.  L'Operació Overlord exigia que el Segon Exèrcit assegurés la ciutat i formés una línia de front des de Caumont-l'Éventé fins al sud-est de Caen, per tal d'adquirir aeròdroms i protegir el flanc esquerre del Primer Exèrcit americà mentre que avançava fins a Cherbourg. La possessió de Caen i la seva rodalia hauria donat al Segon Exèrcit una base per llançar-se cap al sud per capturar Falaise, la qual podia ser emprada com a pivot per tombar a l'esquerra fins Argentan i d'allà fins al riu Touques.
Obstaculitzat per la congestió a la platja que retardà el desplegament del seu suport cuirassat i l'obligà a divertir esforços per atacar cap a les posicions alemanyes durant 15 km de ruta vers la ciutat, la 3a divisió no va poder assaltar Caen amb forces suficients durant el Dia-D i va ser aturada als afores per la 21a Divisió Panzer. Immediatament després dels atacs fallits, la resistència alemanya se solidificà. Abandonant l'aproximació directa, l'operació Penja-Robes (un atac en pinça pels Cossos I i XXX) va ser llançada el 7 de juny amb la intenció d'encerclar Caen des de l'est i l'oest. El I Cos, atacant cap al sud del cap de pont de l'Orne, va ser aturat per la 21a Panzer i l'atac del XXX Cos va quedar estancat a l'oest de Caen davant de la feble oposició de la Panzer-Lehr-Division. Per tal d'obligar la Panzer Lehr a retirar-se o a rendir-se i mantenir les operacions fluides, la 7a Divisió Cuirassada avançà cap a una bossa creada a la línia del front alemanya i intentà capturar la ciutat de Villers-Bocage. La batalla resultant va obligar a retirar-se a l'avantguarda de la 7a Cuirassada, però el 17 de juny la Panzer Lehr també va veure's obligada a retirar-se i el XXX Cos havia conquerit Tilly-sur-Seulles.
Tot i que estava planejat, un atac repetit de la 7a Cuirassada mai no arribà a tenir lloc, i les operacions posteriors van abandonar-se quan, el 19 de juny va tenir lloc una gran tempesta sobre el canal de la Mànega. La tempesta, que durà 3 dies, retardà significativament la reunió aliada. La majoria de combois de llanxes de desembarcament que ja estaven al mar van haver de recular cap als ports britànics, barcasses i d'altres naus de càrrega (inclosos 4 km de carreters flotants dels ports Mulberry van perdre's; i 800 naus van quedar varades a les platges de Normandia fins a les marees del juliol. Malgrat aquest contratemps s'iniciaren els plans per iniciar una segona ofensiva, amb nom clau Operació Dreadnought, per ser llançada pel VIII Cos cap al cap de pont de l'Orne, passant Caen per l'est. Després de les objeccions de Sir Richard O'Connor, comandant del VIII Cos, Dreadnought va ser cancel·lada, preparant-se plans per atacar a través d'Evrevy; però aquest pla també s'abandonà. Hi ha certa controvèrsia sobre de qui va ser qui va vetar la idea, si de Montgomery o de Miles Dempsey, comandant del Segon Exèrcit. Dempsey, en una entrevista de postguerra amb Chester Wilmot, afirmà que va dir a Montgomery que anava a cancel·lar l'operació proposada el 18 de juny.
El temps entre el 19 i el 22 de juny van deixar a terra els avions Aliats, i els alemanys van prendre avantatge del respir de la mancança d'atacs aeris per millorar les seves línies defensives, enfortint les seves posicions amb camps de nines i situant canons de 88 mm als i als boscos cobrint les aproximacions a Caen.

## Planificació
El 20 de juny el feldmarshall Erwin Rommel, comandant de les forces alemanyes a Normandia, va rebre l'ordre de Hitler perquè llancés una contraofensiva contra els Aliats entre les ciutats de Caumont i Saint-Lô. L'objectiu era crear un corredor entre els exèrcits americans i britànics i reconquerir la ciutat de Bayeux (capturada pels britànics el 7 de juny) i la costa. Quatre divisions Panzer-SS i una divisió Panzer del Heer van ser assignades per la missió. L'assalt seria encapçalat per la 9a Panzer SS Hohenstaufen i 10a Panzer SS Frundsberg del II SS-Panzerkorps, recentment arribades d'Ucraïna. La Leibstandarte SS Adolf Hitler, la Das Reich i la 2a Divisió Panzer recolzarien l'atac. La majoria dels tancs eren Panzer IVs, juntament amb canons d'assalt, Panthers i Tigers; aquests dos darrers entre els vehicles blindats més letals i millor protegit de l'arsenal alemany.
El 18 de juny el general Montgomery, comandant de totes les tropes aliades a Normandia, donà una directiva al tinent general Dempsey perquè llancés un nou atac en pinça amb l'objectiu de conquerir Caen. El pla inicial feia que el I i el XXX Cossos ataquessin a l'oest de Caen durant quatre dies abans que el VIII Cos llancés l'assalt principal al cap de pont de l'Orne, a l'est de Caen, el 22 de juny. Malgrat tot, ben aviat va ser evident que el VIII Cos no podria reunir-se al perímetre del cap de pont de l'Orne i l'endemà es revisà el pla.
El pla revisat reclamava una operació preliminar per prendre lloc 3 dies abans de l'assalt principal. La 51a divisió (Highland) va atacar al sud des del cap de pont de l'Orne, atacant elements de la 21a Panzer. L'operació Marlet havia de començar un any abans d'Epsom amb la 49a divisió (West Riding) i la 8a cuirassada assegurés el flanc del VIII Cos capturant els turons a la dreta de l'avanç dels seus aliats.
El paper principal a l'operació Epsom va ser donat al recentment arribat VIII Cos, format per 60.244 homes a les ordres del tinent general Sir Richard O'Connor. El VIII Cos llançaria la seva ofensiva des de la platja conquerida per la 3a divisió canadenca. La seva operació es desenvoluparia en quatre fases, amb l'objectiu final dels turons propers a Bretteville-sur-Laize, al sud de Caen. El VIII Cos rebria el suport de 736 canons, , 3 creuers i el monitor HMS Roberts. La Royal Air Force realitzaria un bombardeig preliminar amb 250 bombarders i un suport aeri proper.
La 15a Divisió d'Infanteria (Escocesa) encapçalaria d'assalt. A la Primera Fase, amb nom clau "Gout", l'objectiu era conquerir els pobles de Sainte Manvieu i Cheux. A la Segona Fase, nom clau "Hangover", la divisió havia de conquerir diversos ponts sobre el riu Odon, així com els pobles de Mouen i Grainville-sur-Odon. La resistència durant les primeres etapes es preveia lleugera, i l'11a divisió cuirassada arribaria fins als ponts sobre l'Odon. Durant les dues primeres fases la 43a Divisió d'Infanteria (Wessex) seria reforçada sobre el 28 de juny amb la brigada d'infanteria de la Divisió Cuirassada de la Guàrdia, havia de quedar-se a la línia d'inici per donar una "base ferma".
A la tercera fase d'Epsom, "Impetigo", la 43a divisió avançaria per rellevar la divisió escocesa al nord de l'Odon. La 15a divisió travessaria el riu, expandint el cap de pont capturant diversos ponts. A la fase final de l'operació, "Goitre", elements de la 43 divisió travessarien el riu per mantenir la zona capturada, mentre que la 15a continuava expandint el seu cap de pont. L'11a Cuirassada intentaria travessar l'Orne i avançar fins al seu objectiu final de Bretteville-sur-Laize. La 4a Brigada Cuirassada, adjunta a l'11a Divisió Cuirassada, va quedar restringida a les operacions entre l'Odon i l'Orne per protegir el flanc del Cos i per estar en una posició per atacar cap a l'oest o cap a Caen, si fos necessari.
Depenent l'èxit de l'atac del VIII Cos, el I Cos llançaria dues operacions de suport, amb nom clau, "Arberlour" i "Ottawa". A "Arberlour", la 3a divisió d'Infanteria, reforçada amb una brigada canadenca, atacaria al nord de Caen; mentre que a "Ottawa", la 3a divisió canadenca, amb el suport de la 2a Brigada Cuirassada Canadenca atacarien i capturarien el poble i l'aeroport de Carpiquet.
Planejat originàriament per començar el 22 de juny, Epsom va retardar-se a causa de les deficiències d'homes i material. Inicialment es preveia que s'hauria de combatre contra una exhausta 12a Divisió Panzer SS Hitlerjugend, i contra elements de la 21a Panzer i la Panzer Lehr.

## Atacs preliminars

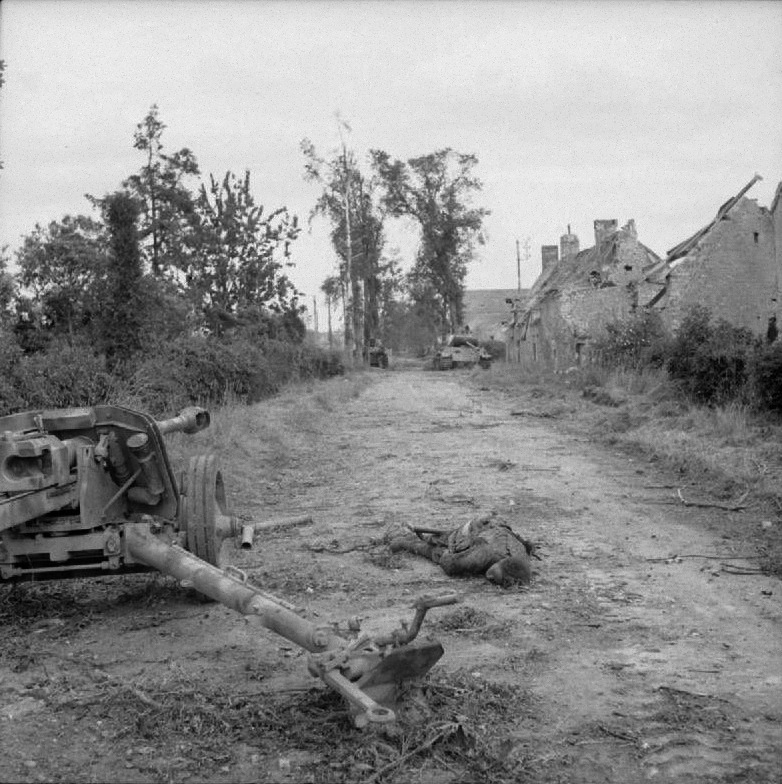
Un canó antitanc PaK 40 de 7,5 cm i un tanc Panther destruïts a Fontenay-le-Pesnel durant l'operació Martlet. A l'esquerra del Panther s'aprecia un M4 Sherman fora de combat.

Tal com estava planejat, el 23 de juny diverses seccions de la 152a Brigada d'Infanteria (Highland) llançaren un atac preliminar. Abans que sortís el sol i sense un bombardeig d'artilleria, la infanteria Highland avançà en silenci cap al poble de Sainte-Honorine-la-Chardronette. Allà van aconseguir sorprendre la guarnició alemanya i van poder controlar el poble abans de l'alba. Durant el transcurs del matí els Highlanders van rebre el contraatac d'element del Kampfgruppe von Luck de la 21a Panzer; però a migdia el poble havia quedat aferrat en mans britàniques. Aquest èxit va distreure els alemanys del front del VIII Cos mentre que aquest es preparava per a posteriors atacs contra el cap de pont de l'Orne.
A les 04:15 del 25 de juny, la 49a divisió d'infanteria (West Riding), amb el suport de la 8a Brigada Cuirassada i de 250 canons, llançaren l'operació Martlet contra les divisions Panzer Lehr i 12a SS Hilerjugeng. El primer objectiu, el poble de Fontenay-le-Pesnel va ser disputat durant tot el dia però la resistència alemanya va evitar la seva conquesta. Un batalló d'infanteria amb el suport de tancs va avançar al voltant del poble cap a l'oest i capturaren Tessel Wood però va estar subjecte a una sèrie de contraatacs alemanys. Aquests van ser embotats per foc d'artilleria britànic i pel suport aeri, però al final del dia la 49a West Riding no havia aconseguit capturar Rauray, deixant el terreny el dominant el flanc dret de l'avanç previst del VIII Cos en mans alemanyes. l'operació Martlet obligà al I Panzerkorps-SS va haver d'enviar els tancs que quedaven a la 12a Panzer SS al capdavant del XXX Cos per contraatacar l'endemà. Durant la nit, els alemanys de Fontenay-le-Pesnel es retiraren per reforçar la línia del front, i infanteria de la 49a Divisió assegurà el poble abans de l'alba.

## L'atac principal

### 26 de juny
El mal temps obstaculitzà l'inici de l'operació Epsom el 26 de juny, quan la pluja sobre el camp de batalla havia deixat el terreny pantanós i sobre el Regne Unit durant les primeres hores del matí va haver-hi una densa boira, amb la qual cosa els avions van haver de quedar-se a terra, cancel·lant-se el bombardeig previst. El 83è Grup de la RAF, estacionat a Normandia, va poder donar suport aeri durant tota l'operació. 
La 49a Divisió d'Infanteria (West Riding) tornà de l'operació Martlet a les 06:50, tot i que sense un suport artiller significatiu, car aquest va ser dirigit a l'operació principal. Els alemanys van poder alentir l'avanç britànic, llançant a continuació una resposta cuirassada. Inicialment aconseguí guanyar terreny, però quedà frenada quan els blindats britànics avançaren i ambdós bàndols van combatre en un espai molt estret. Informat al vespre que una gran ofensiva britànica estava en camí més a l'est, el SS-Standartenführer Kurt Meyer de la 12a SS Panzer va fer aturar el contraatac i ordenà a les seves companyies de tancs que tornessin a les seves posicions al sud de Rauray. Durant la resta del dia la 49a Divisió va poder progressar, aturant-se al nord de Rauray.

Infantry of the 7th Seaforth Highlanders, 15th (Scottish) Infantry Division, waiting at their start line on 26 June 1944 for the signal to advance.

Homes del 7è Seaforth Highlanders avancen el 26 de juny encapçalats pel seu gaiter.

A les 07:30, les brigades d'infanteria 44a (Lowland) i la 46a (Highland) de la 15a divisió Escocesa, reforçada amb la 31a Brigada de Tancs sortí des de les seves línies darrere una barrera de foc proveït per 344 canons. La 46a Highland inicialment avançà sense el suport cuirassat perquè en travessar el poble de Le Mesnil-Patry, ple de mines i bombes trampa, van haver d'obrir camis enmig dels camps de mines dels voltants del poble. L'avanç de la infanteria va tenir resultats diversos: el 2n Batalló Glasgow Highlanders només va haver de fer front a una lleu resistència, mentre que el 9è Batalló The Cameronians van caure sobre els grenadiers de la divisió Joventuts Hitlerianes, que havia fet que el bombardeig passés sobre les seves posicions abans d'obrir foc. Reunint-se amb els seus tancs cap a les 10:00, a migdia els dos batallons lluitaven per controlar els seus objectius inicials; Cheux i Le Haut du Bosq.
La 44a Brigada, sense haver d'encarar els mateixos problemes que la 46a i avançant amb el seu suport cuirassat, es trobà poca oposició fins a caure sota foc de metralladora a poca distància, i a partir de llavors la resistència alemanya van ser molt major. Entre les 08:30 i les 09:30 els dos batallons capdavanters  assoliren els seus objectius inicials de Sainte Manvieu i La Gaule. Després de lluitar home contra home creien que els pobles havien estat capturats després de migdia, tot i que després es trobaren que encara hi havia algunes bosses de resistència alemanya. Tancs i infanteria de la 12a SS i la 21a Panzer van llançar dos contraatacs per reconquerir Sainte Manvieu, però ambdós atacs van ser rebutjats amb l'ajut d'un intens foc d'artilleria. L'oposició principal en aquesta franja del front estava formada per elements del 1r batalló del 26è Regiment Panzergrenadier de la 12a Divisió Panzer SS i pel batalló d'enginyers. Els alemanys es trobaven a Rauray, que no havia estat capturada mentre que planejaren l'endemà, i van aconseguir aturar brigades britàniques mitjançant artilleria dirigida i foc de tancs indirectes, causant considerables baixes i destrucció, especialment al poble de Cheux.
A les 12:50 un esquadró del regiment de reconeixement de l'11a Divisió Cuirassada al nord de Cheux va rebre l'ordre d'avançar cap a l'Odon, prefigurant un intent de la brigada blindada de la divisió per llançar-se fins als ponts. A causa dels camps minats que envoltaven el pont, la runa que bloquejava els carrers i els fortins alemanys que atacaven els tancs, no va ser fins a les 14:00 que el regiment va poder començar a progressar. A les 14:30 l'esquadró arribà a la riba sud de Cheux on van enfrontar-se amb 20 Panzer IV (retirats de la 12a Panzer-SS de la zona de Rauray). Tigers del 3r Batalló del 101 Batalló Pesat SS i blindats de la 21a Panzer. Van arribar més tancs de l'11a Cuirassada, però la ferma defensa alemanya aturà els avanços, i al vespre la divisió havia perdut 21 tancs. A les 18:00 la 3a brigada d'infanteria de la 15a divisió (Escocesa), la 227a (Highland), va ser enviada al combat. Els Highlanders van ser enviats a donar suport a la resta de la divisió i només dues companyies del 1r batalló dels Gordon Highlanders van progressar. Van penetrar als barris del nord de Colleville a les 21:00, però ben aviat van haver de fer front als contraatacs alemanys. Després de combats durs i confusos una companyia va poder trencar el setge i unir-se al batalló.
Per tal d'aturar l'ofensiva britànica, aquell vespre el mariscal Rommel ordenà l'assistència des de totes les unitats disponibles del II SS-Panzerkorps.

### 27 de juny

Un Universal Carrier de la 49a Divisió (West Riding) durant l'operació Epson emprat per evacuar ferits.

Amb els atacs aturats durant la nit, el comandament alemany va pensar que l'ofensiva britànica s'havia aturat, i durant les primeres hores del 27 de juny, el II SS-Panzerkorps va rebre l'ordre que tornés a preparar-se per a la seva contraofensiva cap a Bayeux.
A la dreta de l'avanç britànic, el I SS-Panzerkorps llançà un contraatac amb 80 tancs, que va ser desorganitzat pel foc d'artilleria abans de trobar-se els canons antitanc de la 49a Divisió (West Riding), que havia tornat a ocupar-se del flanc del VIII Cos. El poble de Rauray va ser conquerit per la 49a Divisió a les 16:00 del 27 de juny després de durs combats contra els panzergrenadiers de la 12a Panzer-SS, Les tropes alemanyes havien quedat distretes per oposar-se a l'avanç del VIII Cos, i la caiguda de Rauray negà un important punt d'observació als alemanys, tot i que seguiren controlant una zona elevada al sud.
Epson tornà a estar en marxa a les 04:45 pel 10è batalló d'infanteria lleugera Highland de la 227a brigada d'infanteria (Highland). Amb suport de tancs Churchill el batalló intentà fer una temptativa per travessar l'Odon a Gavrus. Els Highlanders van avançar immediatament amb poca oposició de grups de la 12a Panzer-SS i a causa del foc d'artilleria pesant no van poder avançar en tot el dia. Les baixes van ser altes en ambdós bàndols.
A les 07:30 el 2n Argyll and Sutherland Highlanders, també de la 227 brigada (Highland) van llançar un atac destinat a capturar la travessa de l'Odon a Tourmaville, al nord-oest del poble de Baron-sur-Odon. Amb les forces alemanyes combatent a la infanteria lleugera Highland, els Argyll and Sutherland Highlanders, conjuntament amb el 23è d'Hússars, van avançar fins a Colleville amb una relativa facilitat. Allà la petita guarnició alemanya, reforçada amb canons de 88 mm, va ocasionar grans danys als britànics i els impedí capturar el pont fins al vespre. Amb aquest darrer obstacle, el batalló arribà al pont de Tourmaville cap a les 17.00, establint-se un cap de pont. A les 19:00, dos esquadrons del 23è d'Hússars i una companya de la 8a Rifle Brigade havien travessat l'Odon.
La resta de la 15z divisió d'infanteria (Scottish) va situar-se entre Cheux i Sainte Manvieu i havia de ser rellevada per la 43a divisió (Wessex). Un batalló de la 43a estava en marxa cap als afores de Cheux, trobà els escocesos en moviment i descobrí que les posicions que havien d'ocupar havien estat capturades per granaders de la 12a Panzer-SS. Després de combatre per reconquerir la posició, a les 09:30 el batalló va suportar l'atac de 6 Panthers de la 2a divisió Panzer. L'atac penetrà fins als afores de Cheux, destruint diversos canons antitanc abans de ser rebutjat.  Atacs posteriors de la 2a Panzer van ser aturats, però tot el front era una "massa de petits combats". Durant la resta del matí i de la tarda la infanteria escocesa i les brigades 4a i 29a van expandir el sortint nord de l'Odon i van assegurar la rereguarda dels Argyll and Sutherland Highlanders. Durant les darreres hores del vespre els homes de la 159a brigada d'infanteria (11a divisió cuirassada) van ser portats amb camions per l'estret "Corredor Escocès" fins a Tourville on van ser descarregats i travessaren l'Odon a peu per reforçar el cap de pont.
Durant la nit arribà al front el Kampfgruppe Weidinger, un grup de batalla format per 2.500 homes de la 2a Divisió Panzer-SS, sent situat sota el comandament de la Panzer Lehr.

### 28 de juny
Durant les primeres hores del 28 de juny un grup de batalla de la 1a Divisió Panzer-SS, el Kampfgruppe Frey, arribà al front i va ser emplaçada sota la 12a Divisió Panzer SS. A les 08:10 el General Dollmann, comandant del VII.Armee, ordenà al SS-Obergruppenführer Paul Hausser que divertís el seu II SS Panzerkorps per contraatacar al sud de Cheux. Hausser replicà que no es podia llançar cap contraatac fins l'endemà quan suficients de les seves unitats haguessin arribat al front. Abans que qualsevol pla es pogués finalitzar el comandament alemany va quedar potes enlaire a causa de la sobtada mort de Dollmann;  els mariscals Rommel i von Rundstedt (OB West) es dirigien a una conferència amb Hitler i no sabien la situació. No va ser fins a les 15:00 que Hausser va ser nomenat comandant del VII. Armee, amb l'ex-comandant de la 9a Divisió Panzer-SS Willi Bittrich substituint-lo com a comandant del II. SS-Panzerkorps (tot i que Hausser havia aconsellat continuar al capdavant del Cos fins l'endemà al matí). Pendents del retorn de Rommel a Normandia, Hausser era també el comandant suprem a la zona d'invasió. A les 17:00 tornà a canviar l'estructura de comandament; el VII.Armee de Hausser seria responsable del front d'invasió fent front a l'exèrcit americà, mentre que el General von Schweppenburg El Panzer Group West passava a ser responsable del front d'invasió davant les forces anglo-canadenques.

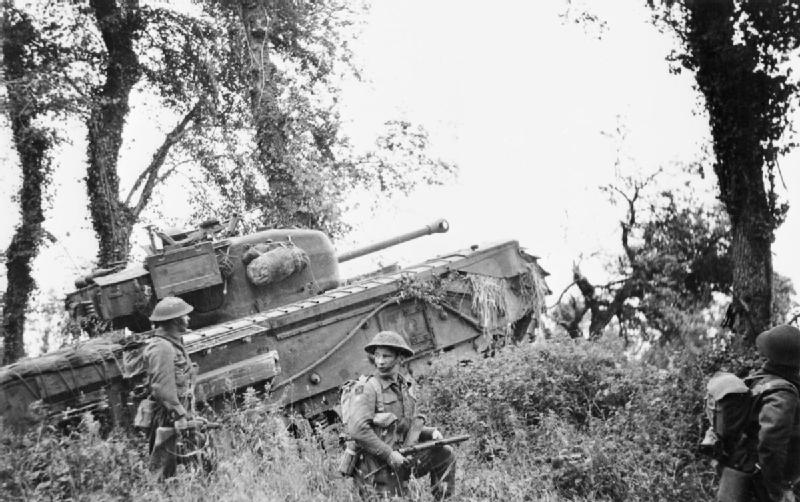
Un tanc Churchill del 7è Regiment Reial de Tancs, 31a Brigada de Tancs, en suport de la infanteria del 8è dels Royal Scots durant l'Operació Epson, el 28 de juny de 1944.

A les 05:30, elements de la 15a divisió d'infanteria (Escocesa) amb suport de tancs llançà un nou assalt per capturar el poble de Grainville-sur-Odon. Després de bombardejar i d'un combat pels carrers, els escocesos asseguraren el poble a les 13:00; rebutjant a continuació diversos contraatacs alemanys. A les 06:00, els alemanys iniciaren dos atacs pel flanc, amb la intenció de destruir el sortint britànic. El Kampfgruppe Frey, sobre el flanc est del sortint, llançà un atac al nord del Odon amb el suport de Panzers IV de la 21a divisió Panzer. Arribà fins als pobles de Mouen i Tourville, però els britànics contraatacaren des de la direcció de Cheux, resultant en diversos combats durant el dia. El grup de batalla Frey aconseguí controlar Mouen; els contraatacs britànics amb el suport de tancs aturaren qualsevol atac posterior però no van poder reconquerir el poble. Les patrulles britàniques van trobar-se Marcelet pràcticament buit, car el front alemany havia retrocedit cap a Carpiquet.
Al flanc occidental, el Kampfgruppe Weidinger, amb el suport de Panthers, intentaren reconquerir Brettevillette, Grainville-sur-Odon i finalment Mondrainville. Els defensors britànics  van mantenir les seves posicions, llançant contraatacs locals per reconquerir el terreny perdut i eventualment l'ofensiva alemanya va ser aturada quan només faltava 1 km perquè enllacessin amb els elements d'avançada del Kampfgruppe Frey.
Al sud de l'Odon, a les 09:00, els Argyll and Sutherland Highlanders avançaren des del cap de pont amb l'ànim de capturar un pont al nord de Gavrus. Va haver-hi combats intensos al vespre abans que el poble i el pont estiguessin en mans escoceses. Mentrestant la infanteria de l'11a Divisió Cuirassada s'expandí el cap de pont capturant el poble de Baron-sur-Odon i els 23è d'Hússars amb infanteria avançaren sobre la Cota 112 (49° 7′ 7″ N, 0° 27′ 34″ O / 49.11861°N,0.45944°O). Després d'haver assegurat el seu pendent nord i desbarataren les defenses de la cresta, sent incapaços d'avançar més a causa de la resistència de les forces atrinxerades al pendent contrari. La 12a Panzer SS va llançar diversos contraatacs sense èxit, i a les 15:00 el 3r Regiment Reial de Tancs va rellevar els Hússars; però tampoc van poder completar el control del turó. L'11a Divisió Cuirassada havia perdut gairebé 40 tancs a les pendents al final del dia, i estava envoltada per 3 costats, però les tropes intentaven arribar i reforçar la posició.

### 29 de juny
Amb el temps millorant sobre la Gran Bretanya i Normandia, els preparatius de Hausser pel seu contraatac van patir un càstig continu pel foc artiller i els atacs aeris, retardant l'inici de l'atac fins al vespre. Per la quantitat de reforços alemanys que arribaven al sector del VII Cos i pel reconeixement aeri, el comandant del VII Cos, tinent general Richard O’Connor, sospità que els alemanys preparaven una gran ofensiva. El XXX Cos encara es dirigia cap al nord, deixant el flanc dret del VIII Cos vulnerable, així que O'Connor postposà els atacs del I Cos i ordenà que el VIII Cos passés a la defensiva. El tinent general Miles Dempsey, comandant del Segon Exèrcit i que disposava de les transcripcions interceptades alemanyes d'ULTRA, sabia que el contraatac s'apropava i aprovà les precaucions d'O'Connor.
El VIII Cos començà a reorganitzar-se per tal de fer front a l'atac. Els graons de subministraments per a les divisions de Hausser van ser localitzats a la zona d'Évrecy–Noyers-Bocage–Villers-Bocage i van passar a ser el focus dels atacs dels caça bombarders de la RAF durant tot el matí i primeres hores de la tarda; reclamant la destrucció de més de 200 vehicles. El VIII Cos també llançà diversos atacs preventius. A les 08:00 el 1r Batalló Regiment Worcestershire de la 43a Divisió, assaltà Mouen. Sense blindats, però sota una barrera d'artilleria, a les 11:0 el batalló havia expulsat el panzergrenadiers de la 1a Divisió Panzer SS, seguits pel 7è Batalló Infanteria Lleugera Somerset, que avançà i s'atrinxerà a la carretera de Caen-Villers Bocage. La 129a Brigada de la 43a divisió avançà pels boscos i horts al voltant de Tourville-sur-Odon abans de travessar el riu al nord de Baron-sur-Odon i netejar la riba sud. D'altres iniciatives no van tenir tant d'èxit. Una temptativa de la 44a Brigada de la 15a Divisió per avançar cap a l'Odon i enllaçar amb les tropes que protegien els ponts del Gavrus fracassà, deixant aquesta posició aïllada i al sortint el 44è batalló del Regiment Reial de Tancs fracassà en capturar el Turó 113 (49° 6′ 14″ N, 0° 30′ 45″ O / 49.10389°N,0.51250°O), al nord d'Evrecy després de topar amb la 10a Panzer SS i perdre 6 tancs. Intentant enfortir la seva posició, elements de l'11a Divisió Cuirassada llançaren un atac fracassat per prendre Esquay-Notre-Dame, a l'est del Turó 112 però un atac combinat de membres d'infanteria i tancs del 8è batalló de The Rifle Brigade i del 3r Batalló, The Royal Tank Regiment sobre el costat sud del turó aconseguí expulsar els alemanys de la posició.
Hausser intentà que la 9a Panzer SS, amb el Kampfgruppe Weidinger protegint el seu flanc esquerre, ataqués pel sortint britànic al nord de l'Odon, mentre que la 10a Panzer SS reconqueria Gavrus i el Turó 112 al sud del riu. L'atac de la 9a Panzer SS començà a les 14:00, amb un gran suport d'artilleria. Els regiments de Panzergrenadier-SS 19 i 20 , reforçats amb Panthers, Panzers IV i canons d'assalt van atacar Grainville, le Haut du Bosq i le Valtru, amenaçant Cheux. Una companyia britànica va ser superada i els tancs i la infanteria van penetrar a le Valtru, on els canons antitanc van destruir quatre tancs alemanys fora del poble i el foc d'artilleria forçà a retirar-se la infanteria que els acompanyava. Van produir-se combats intensos i confusos, a moments home contra home, als afores de Grainville. Els panzergrenadiers van capturar un bosc tàcticament important, però van ser expulsats d'allà per un contraatac britànic. Els panzergrenadiers també reclamaren haver capturat Grainville, però cap font britànica dona suport a aquesta afirmació i la nit va caure mentre que la infanteria britànica controlava fermament el poble.
Cap a les 16:00 els britànics capturaren un oficial de la 9a Panzer SS mentre que realitzava un reconeixement. Se li va trobar un mapa i una llibreta on tenia detalls dels propers atacs.. Malgrat tot, cap a les 18:30 els alemanys atacaren el flanc dret de la 15a divisió d'infanteria (Escocesa). Una unitat havia estat rellevada i, enmig de la confusió, els alemanys aconseguiren penetrar les defenses britàniques, amb algunes unitats aconseguint avançar 4 km abans de patir una gran resistència. A les 23:00, la 9a Panzer SS havia estat detinguda. S'havien planejat posteriors atacs contra el flanc est britànic, però les concentracions de blindats alemanys a la zona de Carpiquet va ser contínuament atacada pels caça bombarders de la RAF durant tot el vespre i els atacs mai no van tenir lloc.
La 10a Panzer SS llançà el seu atac segons estava programat a les 14:30. Després dels atacs anteriors durant el dia els britànics els estaven esperant, però després de 5 hores d'intens combat la infanteria escocesa que defensava Gavrus havia estat empesa cap a una bossa als voltants del pont nord del poble. Un bombardeig d'artilleria ocasionà que els alemanys es retiressin, però els britànics no van reocupar el poble. Avançant cap al Turó 113, elements de la 10a Panzer SS (el 2n Batalló de Granaders, el 21è Regiment de Panzergrenadiers i el 2n batalló del 10è Regiment Panzer) van llançar-se contra els tancs i la infanteria britànics (el 44è Regiment Reial de Tancs i el 2n batalló de The King's Royal Rifle Corps) a Évrecy, amenaçant el seu intent d'ocupar el turó. Fer front a aquest obstacle els va prendre la resta del dia, posposant-se l'atac de la divisió sobre el Turó 112. Els alemanys afirmaren haver destruït 28 tancs, mentre que els britànics reconegueren la pèrdua de 12.
Creient que els atacs alemanys del 29 de juny indicaven més contraatacs l'endemà, Dempsey reforçà el cap de pont de l'Odon amb una brigada de la 43a divisió. La 159a Brigada d'infanteria de l'11a Divisió Cuirassada va ser posada a les ordres de la 15a Escocesa, i accedint als desigs d'O'Connor de disposar de més infanteria, Dempsey afegí la recent arribada 53a Divisió d'Infanteria (Gal·lesa) al VIII Cos; la brigada capdavantera arribà prop de la línia d'inici d'Epsom durant la nit. Per tal de seguir en possessió del Turó 112, Dempsey els reoganitzà per mantenir Évrecy i el Turó 113, tot i que de moment no disposava de recursos. Ordenà a la 29 Brigada Cuirassada que abandonés el turó. Convençut que la posició més important que calia mantenir es trobava entre Rauray i l'Odon, després que es fes fosc Dempsey ordenà a la 29a Brigada Cuirassada que es retirés cap al nord pel riu, per estar en una posició on s'esperava l'ofensiva alemanys.

### 30 de juny

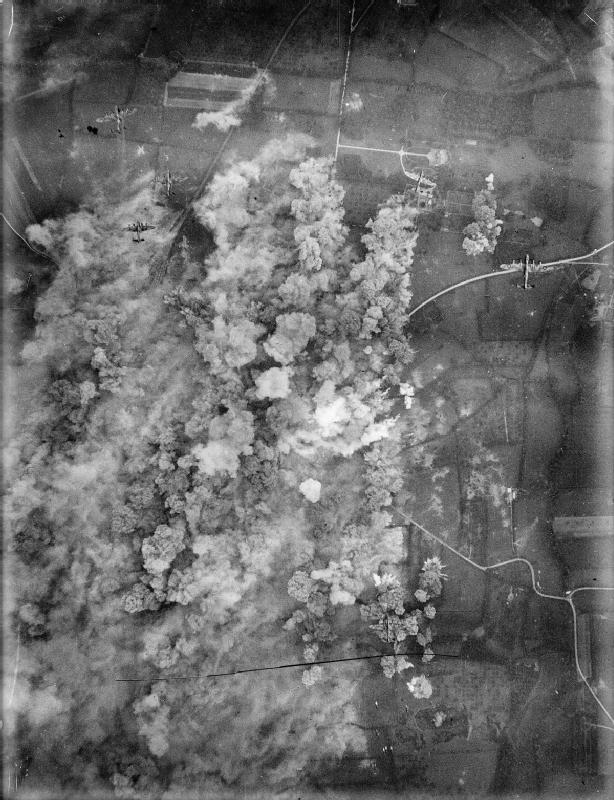
La ciutat de Villers-Bocage, fotografiada durant el bombardeig del 30 de juny de 1944, en què va ser atacada per 256 bombarders pesats de la RAF que llançaren 1.100 tones de bombes.

Willi Bittrich estava molt preocupat pel fracàs del II SS-Panzerkorps en reduir el sortint britànic i ordenà una tornada a l'ofensiva durant la nit del 29-30 de juny, esperant evitar el suport aeri aliar. Els regiments 19 i 20 de la 9a Panzer SS renovaren els seus atacs contra Grainville-sur-Odon i le Valtru durant la foscor, però van poder fer ben poca cosa davant dels tancs de l'11a divisió cuirassada (ara al nord d'Odon) i dels bombardeigs d'artilleria pesant. A la 01:20 la 10a Panzer SS començà a avançar cap al Turó 112 i, al vespre, coberts per una densa barrera d'artilleria van assaltar les posicions britàniques buides. Sense adonar-se que els britànics s'havien retirat, panzergrenadiers i tancs de la 10a Panzer SS avançaren cap al turó des del sud i el sud-oest, i infanteria de la 12a Panzer SS atacà des de l'est i el sud-est. Sense trobar-se cap oposició els alemanys s'havien instal·lat fermament al turó, però un contraatac britànic i foc d'artilleria empenyeren l'atac cap a Baron-sur-Odon.
Amb uns minsos resultats aconseguits, Bittrich aturà qualsevol acció ofensiva contra el VIII Cos. Al vespre Hausser, comandant del 7. Armee informà el quarter general de Rommel que els seus contraatacs havien quedat temporalment suspesos a causa de la tenaç resistència enemiga i de l'intens foc naval i d'artilleria. Desconeixedor de tot això i creient que seguirien més atacs alemanys, Dempsey va concloure l'Operació Epsom. El front gradualment s'assentà llevat de petites batusses, tot i que ambdós bàndols passaren la resta del dia bombardejant-se. El cuirassat HMS Rodney contribuí bombardejant pobles on se sospitava hi havia quarters generals alemanys; i a un dels quals posteriorment es descobrí que hi havia hagut el Quarter General del I SS-Panzerkorps. Sense més ofensives britàniques, al vespre s'abandonaren els ponts del Gavrus, amb els seus defensors escocesos sent retirats per l'Odon. A les 20:30 la ciutat de Villers-Bocage, un centre vital de tràfic per a les forces alemanyes, va ser destruïda pel 250 bombarders pesats de la RAF. S'esperava que estaria ple de soldats alemanys, però només hi havia civils francesos.

## Després de la batalla
El II SS-Panzerkorps tornà a l'ofensiva l'1 de juliol, després de passar tot el dia anterior reagrupant-se. Sense saber que els britànics havien abandonat l'operació i que amb un cel encapotat els Aliats no disposarien de suport aeri, Bittrich creia que tenia una oportunitat per evitar que l'11a Divisió Cuirassada continués el seu avanç cap a l'Orne.
Abans de l'alba la 10a Panzer-SS avançà, amb el suport de foc de morters pesats i artilleria. Els alemanys capturaren el poble de ràpidament, però els britànics el reconqueriren amb un contraatac de la 31a Brigada de Tancs al vespre. Després de durs bombardeigs que precediren nous atacs de la 10a Panzer SS des del Turó 112, les patrulles britàniques posteriorment trobarien entre 300 i 400 panzergrenadiers morts a la cresta nord del turó.
La 9a Panzer SS passà el dia intentant forçar les línies britàniques entre Rauray i l'Odon. Reforcada per panzergrenadiers de la 2a Panzer SS i després d'un bombardeig previ, tancs i infanteria de la 9a Panzer SS avançaren darrere una pantalla de fum i travessaren les defenses exteriors britàniques. Els alemanys, però, van ser aturats a les posicions secundàries davant del Rauray i els terrenys elevats al sud-oest, tot i que algunes seccions aconseguiren penetrar fins a Haut du Bosq. Posteriors atacs alemanys durant el dia es trobarien amb un intens foc d'artilleria i no aconseguiren progressar, i a primera hora del vespre un contraatac britànic que emprà tancs Sherman i Churchill Crocodile llançaflames tornà les línies del front al seu punt de partida. Les baixes van ser molt altes a ambdós bàndols. Els britànics afirmaren haver destruït 30 tancs alemanys, la majoria per la 49a (West Riding); i elements de la 12a Panzer SS van ser expulsats durant el matí, a més que el foc d'artilleria aturà els atacs d'altres formacions.

### En conjunt
Havent emprat les seves darreres reserves estratègiques per mantenir l'ofensiva britànica, el 29 de juny Rommel demanà permís a Hitler per permetre al 7. Armee en començar una retirada combatent cap al riu Sena; un moviment que també haurien de fer les tropes alemanyes al sud de França per formar un nou front entre el Sena i la frontera suïssa. Aquest moviment era aprovat per Hausser, qui el 30 de juny proposà retirar-se de Caen. Encoratjat pels combats a la vall de l'Odon, Hitler afirmà que "no hem de permetre que tingui lloc una guerra mòbil", obligant a les seves tropes a Normandia a "una política de defensa agressiva i immòbil". El 2 de juliol les patrulles escoceses van tenir les primeres proves d'això, informant que al sud de l'Odon els alemanys s'estaven atrinxerant. Les fotografies aèries preses dos dies després mostraven una gran quantitat de posicions noves i el 8 de juliol les forces alemanyes que s'enfrontaven al VIII Cos s'havien atrinxerat. Alguns ajustos locals van tenir lloc en ambdós bàndols per tal de millorar les seves posicions tàctiques, amb la 12a Panzer SS llançant un atac d'èxit per capturar Fontaine-Étoupefour el 2 de juliol.

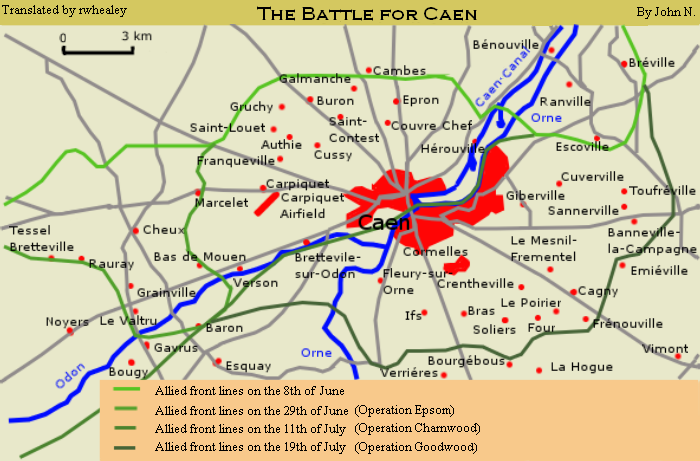
Mapa mostrant les operacions properes a Caen.

La defensa estàtica cada cop més costosa portà a disputes a l'alt comandament alemany. Al vespre de l'1 de juliol en una conversa amb Wilhelm Keitel, von Rundstedt va dir "Feu la pau, idiotes!". Poc després, Günther von Kluge el substituí com a Comandant en Cap Oest i, a causa de les seves diferències amb Hitler sobre com s'havia de portar la batalla, Heinrich Eberbach substituí a von Schweppenburg com a comandant del Panzer Group Oest.
Durant la treva ambdós bàndols van modificar les seves disposicions. La 53a divisió d'infanteria (Gal·lesa) rellevà la 15a (Escocesa) a l'oest del sortint britànic, mentre que la 43a (Wessex) rellevà la infanteria de l'11a cuirassada, la qual encara mantenia el cap de pont de l'Odon. Els alemanys avançaren la 277a divisió d'infanteria, que començà a rellevar la 9a Panzer SS i el grup de batalla de la 2a Panzer SS.
Pocs dies després el Segon Exèrcit britànic llançà una nova ofensiva per capturar Caen: l'operació Charnwood. Aquesta incorporava el posposat atac sobre Carpiquet, originalment planejat per Epsom com "operació Otawa", però que ara passava a ser l'operació Windsor. En un assalt frontal es capturà la meitat nord de la ciutat, amb la resta de la ciutat sent capturada durant les operacions Atlàntic i Goodwood' durant la tercera setmana de juliol. Els combats a la vall de l'Odon continuaren. El 10 de juliol el VIII Cos llançà l'operació Júpiter per tal d'expulsar els alemanys de Baron-sur-Odon, reconquerir el Turó 112 i avançar cap al riu Orne. El 15 de juliol començà la Segona Batalla de l'Odon per tal de distreure l'atenció alemanya d'on tenia lloc l'operació Goodwood. Aquesta seria un dels encontres més sanguinolencs de la campanya.

## Honors de batalla
El sistema d'honors de batalla britànic i de la Commonwealth reconegué la participació en l'Operació Epson el 1956, 1957 i 1958 per la distinció a 34 unitats de l'honor de batalla Odon pel servei al i als voltants del riu entre el 25 de juny i el 2 de juliol de 1944. la distinció va ser acompanyada d'honors per a quatre accions durant l'operació: Fontenay le Pesnil el 26–27 de juny, Cheux el 26–27 de juny, Tourmauville Bridge on 27 de juny i Defensa de Rauray el 29 de juny–2 de juliol.

## Anàlisi
El VIII Cos, en batalla per primer cop, havia superat les posicions atrinxerades alemanyes i havia avançat uns 10 km. Els alemanys, abocant-hi les darreres reserves, van poder aconseguir un èxit defensiu a nivell operatiu, aconseguint aguantar l'ofensiva britànics. Els britànics van patir unes 4.000 baixes; però els alemanys en patiren més de 3.000. Els comandants alemanys van ser forçats a llançar les seves reserves cuirassades a poc a poc per fer front les amenaces a mesura que es produïen, contraatacant en desavantatge. Uns 120 tancs alemanys van ser destruïts, l'organització de les seves forces va quedar malmesa i el seu poder d'ofensiva va quedar molt reduït. Amb poques divisions d'infanteria per rellevar-les, les divisions panzer van haver de quedar-se al front en lloc de retirar-se a la reserva.
L'operació Epson ha estat analitzada en diversos graus per diversos historiadors i comentadors militars preeminents. Com Stephen Ashley Hart va descriure, aquestes anàlisis han passat per diverses etapes. Les publicacions de postguerra de les memòries de generals aliats van comportar disputes entre els vells companys durant les dècades de 1950 i 1960, amb els historiadors americans generalment crítics vers Montgomery i les accions de les forces anglo-canadenques, mentre que els historiadors "pro-Montgomery" refutaven totes aquestes crítiques. Durant aquest període també es publicaren les històries oficials nacionals de les campanyes, les quals majorment evitaven les anàlisis crítiques detallades de les campanyes 1944-45 en els seus aspectes de més controvèrsia. Durant la dècada de 1980, els escriptors revisionistes es concentraren en les deficiències percebudes en l'actuació dels Aliats i des de finals de la dècada de 1990, els historiadors s'han dedicat a revisar els revisionistes, intentant expandir el treball dels revisionistes proveint d'una anàlisi més detallada de la campanya, o bé intentant demostrar que les tècniques emprades per les forces anglo-canadenques eren les apropiades per a les condicions de Normandia.
D'acord amb Carlo D'Este, el punt més lògic perquè els britànics haguessin llançat un atac en aquest escenari de la campanya hagués estat al cap de pont de l'Orne, al flanc més a l'orient del comandament aliat. Un atac en aquella zona havia estat considerat – i vetat – per Montgomery, Dempsey i O'Connor com a irrealitzable, i en canvi el Segon Exèrcit es dirigí cap a l'oest de Caen. Un dels punts de més discussió entre els historiadors era quin era l'objectiu veritable de l'operació Epsom. Alguns afirmen que l'objectiu era merament guanyar terreny, mentre que d'altres suggereixen que l'operació tenia objectius més amplis. Andrew Williams afirma que gràcies a les interceptacions d'ULTRA, Montgomery sabia dels plans de Rommel per atacar direcció Bayeux i llançà Epsom per desballestar l'atac alemany. Cherster Willmont afirma que l'operació va llançar-se per tal d'abocar a la batalla al I SS-Panzerkorps i el recent arribat II SS-Panzerkorps, i Hart senyala que Montgomery volia mantenir la iniciativa estratègica i operativa per evitar que les forces cuirassades fossin desplegades davant dels americans o fossin rellevades i passessin a la reserva. L'arribada del II SS-Panzerkorps actuà com un poderós incentiu per llançar Epson, mantenint la iniciativa forçant als alemanys a llançar el II SS-Panzerkorps en lloc de reservar-lo pel seu propi atac. Aquestes afirmacions són refutades per Max Hastings, qui afirma que cap comandant hagués llançat un atac com Epson sense cap esperança de superar les defenses alemanyes o, com a mínim, causar que l'enemic es retirés substancialment. D'Este recolza aquesta opinió, afirmant que "no es pot pensar que l'objectiu real era un curt moviment en pinça per superar Caen pel flanc".
Lloyd Clark escriu "Al camp de batalla, Epsom acabà, més que ignominiosament, en una mena d'esboç". El resultat de l'ofensiva també té diverses conclusions. Clark senyala que examinar els resultats d'Epsom és difícil quan no hi ha un acord sobre els objectius; tot i que les ordres escrites de Montgomery (avançar pel riu Orne i capturar els turons al sud de Caen) no s'aconseguiren, afirma que hi havia objectius no especificats que tenien implicacions estratègiques que de lluny sobrepassaren la mera conquesta territorial. Stephen Ambrose diu que Epsom se separà enormement del seu pla original, mentre que D'Este afirma que Epsom va ser una "operació d'immenses intencions que no s'aconseguiren", qualificant-la de "fracàs depriment". Simon Trew senyala que aquest "fracàs" va obligar a 6 divisions Panzer prop dels seus objectius finals, amb Michael Reynolds afirmant que sense la participació d'aquestes sis divisions, hagués estat molt possible que els britànics aconseguissin tots els seus objectius. Ian Daglish afirma que si bé no s'havia aconseguit l'objectiu original d'Epsom, malgrat tot els britànics havien assolit una victòria estratègica. En retirar l'11a Divisió Cuirassada per l'Odon i després a la reserva, el 21è Grup d'Exèrcits havia recreat l'amenaça d'una ofensiva prop de Caen, i a finals de juny totes les forces cuirassades alemanyes estaven concentrades al front del Segon Exèrcit. Milton Shulman constata que amb la desfeta del seu segon contraatac cuirassat del juny, el comandament alemany havia llençat les seves tropes més efectives, i Reynols concedeix que mentre que l'operació va ser costosa pels britànics, també "causà greus pèrdues" a les tropes alemanyes. El VIII Cos, en la seva anàlisi final, conclou que Epsom fracassà al seu objectiu primitiu però "quan es veu com una part de les sèries de cops ràpids i consecutius contra l'exèrcit alemany a Normandia, la importància d'Epsom esdevé més aparent i hi ha pocs dubtes que jugà una part significativa en l'èxit eventual dels Aliats a la regió. D'Este rebutja aquesta idea d'implicacions estratègiques més àmplies, afirmant que les pèrdues causades a l'exèrcit alemany van ser "purament en termes d'homes i material".
Terry Copp ha intentat explicar les diverses interpretacions d'Epsom suhherint que s'ha donat massa èmfasi a analitzar l'ofensiva des d'una perspectiva de guanyador-perdedor, quan una aproximació de cost-guany dona una conclusió més útil. Descrivint la pràctica estàndard alemanya de llançar contraatacs locals quan es dirigien des d'una posició i exposant-se a pèrdues que no podien ser reemplaçades, escriu "un contraatac així el 22 de juliol resultà en la 10SS reobtenint el control de la carretera Bon Repas[sic]-Évrecy, una clara victòria en una narrativa guanyar-perdre, però una derrota alemanya típica en qualsevol anàlisi cost-guany".